# Реп'ях Іван Ігорович
Іван Ігорович Реп'ях (рос. Иван Игоревич Репях; нар. 18 жовтня 2001, Краснодар, Росія) — російський футболіст, півзахисник тамбовського «Спартака».

## Клубна кар'єра
Футболом розпочав займатися в «Краснодарі». У травні 2016 року перейшов до академії московського «Спартака».
У ФНЛ дебютував за «Спартак-2» (Москва) 14 листопада 2018 року в поєдинку проти новосибірського «Сибіру», в якому на 83-й хвилині замінив Олександра Руденка.
24 вересня 2020 року ідписав контракт з клубом датської Суперліги «Вайле». 20 січня 2022 року, після двох зіграних матчів, його з клубом контракт було розірвано.

## Кар'єра в збірній
З 2016 по 2018 рік виступав за юнацькі збірні Росії різних вікових категорій.